# Ondrej Súlety
Ondrej Súlety (8. dubna 1922 - ???) byl slovenský a československý politik Strany slobody, poslanec Slovenské národní rady v 50. a 60. letech a poslanec Sněmovny národů Federálního shromáždění za normalizace.

## Biografie
Ve volbách roku 1954 a opětovně ve volbách roku 1960 a volbách roku 1964 se stal poslancem Slovenské národní rady. Během reformního hnutí v roce 1968 se v rámci personální obměny vedení Strany slobody stal jedním z jejích místopředsedů.
Po provedení federalizace Československa usedl v lednu 1969 do Sněmovny národů Federálního shromáždění. Do federálního parlamentu ho nominovala Slovenská národní rada. Ve federálním parlamentu setrval do konce funkčního období, tedy do voleb roku 1971.